# Párkák
A Párkák (latinul: parcae) a görög mitológiából ismert Moirák római megfelelői; sorsistennők, akik fonják, kimérik, majd elvágják az ember életfonalát. Hatalmukban áll megakadályozni az istenek akaratának érvényesülését is.
Nona (a görög mitológiában Klóthó) az emberi élet fonalát fonja, Decima (Lakheszisz) ereszti hozzá a szöszt, és végül Morta (Atroposz) vágja el a fonalat. Méltóságteli nőalakokként ábrázolják őket. Néha jogarral láthatók, amint egy irattekercsben olvasnak; máskor Nona fon, Decima sorsot húz, vagy a slílussal a globusra mutat, Morta pedig egy napórára mutat. A párkák felülbírálhatják az istenek akaratát, és az emberi élet is a kezükben van.